# Anould
Anould ist eine französische Gemeinde mit 3262 Einwohnern (Stand 1. Januar 2022) im Département Vosges in der Region Grand Est. Sie gehört zum Arrondissement Saint-Dié-des-Vosges und zum Gemeindeverband Saint-Dié-des-Vosges.

## Geografie

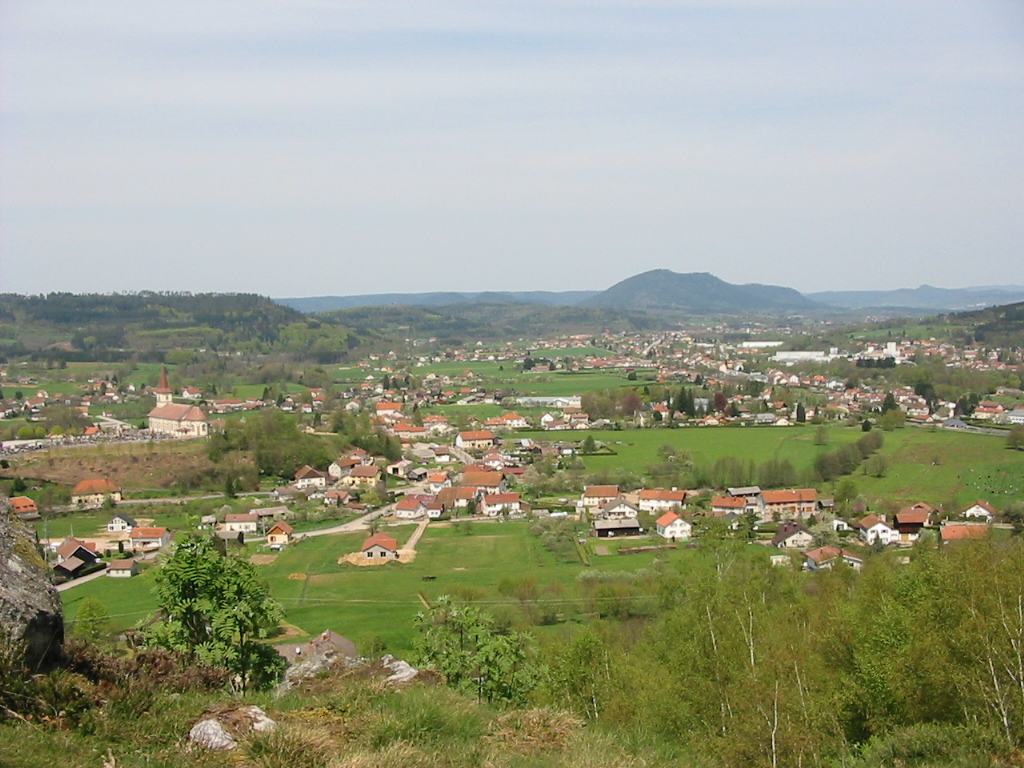
Panorama Anoulds

Die Vogesengemeinde Anould liegt an der oberen Meurthe, zwischen den Städten Saint-Dié-des-Vosges und Gérardmer. Aus Süden kommend, durchfließt der teilweise kanalisierte Ruisseau de l’Anoux das Gemeindegebiet vor seiner Mündung in die Meurthe, deren Tal im Bereich Anould 1000 bis 1500 Meter breit ist. Die Täler von Meurthe und Anoux werden von bewaldeten Höhen flankiert, die sich ca. 150 Meter über die Flussebene erheben. Der höchste Berg im Gebiet Anoulds ist eine 936 m hohe Erhebung im so genannten Roche des Fées im Südosten der Gemeinde.

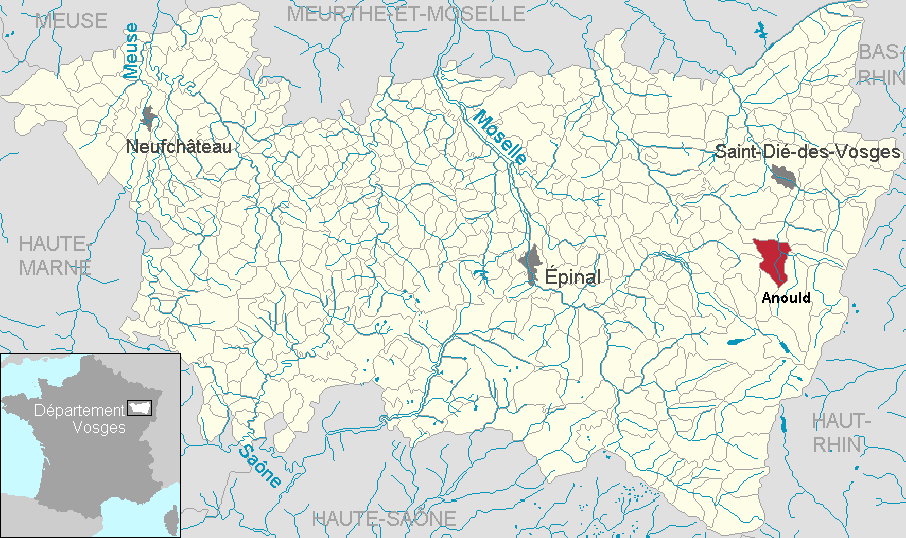
Lage der Gemeinde Anould im Département Vosges

Die Waldfläche der Gemeinde Anould (darunter der Forêt communale d’Anould im Nordwesten) beträgt 962 ha, was einem Gesamtanteil von knapp 40 % der Gemeindefläche entspricht. Im nördlichen Talbereich der Gemeinde wird in bescheidenem Maß Ackerbau betrieben, an den Berghängen herrscht Weideland vor.
Zu Anould gehören die Ortsteile und Weiler Gerhaudel, L’Anoux, Le Pair, Le Meix Thonon, Venchères, Sondreville, Les Granges, Dévelines, Les Chalets Eden, Le Plafond, Le Souche, Chalgoutte und Xaingoutte.
Nachbargemeinden von Anould sind Saint-Léonard im Norden, Mandray im Nordosten, Fraize im Osten, Ban-sur-Meurthe-Clefcy im Südosten, Gerbépal im Süden, Corcieux im Südwesten sowie La Houssière im Nordwesten.

## Geschichte
In den ursprünglich dichten, zusammenhängenden Waldgebieten der hohen Vogesen begannen Mönche im Mittelalter mit den Rodungen, die Siedler später fortsetzten. Im Gebiet der heutigen Gemeinde entstanden so viele kleine, abgeschiedene Bergbauernhöfe.
Über die Entstehung des Namens Anould, der sich aus Annoux (später Aunoulf) entwickelte, gibt es zwei Theorien. Für die Version der Abstammung vom lateinischen Anoldium (= Knoten) spricht die Annahme, dass die einzelnen Weiler früher durch Wege verbunden waren, die an der Stelle des heutigen Ortskerns zusammenliefen. Eine zweite Variante ist die Herkunft vom lateinischen Alnus, französisch: Aulne (= Erle), einem typischen Baum an Flussufern.
Die nachweislich älteste urkundliche Erwähnung Anoulds stammt aus dem Jahr 1225. Für 1395 ist eine Vereinbarung zwischen dem Herzog von Lothringen und dem Kapitel von Saint-Dié über die Weidegebiete in und um Anould überliefert. 1594 war Anould dann Teil der Vogtei Nancy und der Propstei von Saint-Dié-des-Vosges.
1751 bestand der Bann Anould aus den Weilern L’Anoux, La Hardalle, Déveline, Les Granges, Chalgoutte, Les Gouttes, Braconcel, Sainte-Marguerite, Le Paire, Gérhaudel, Le Souche und einem Teil der Vic. 1801 hatte die Gemeinde noch die Schreibweise Arnould.
Nach der Umstrukturierung infolge der Französischen Revolution gehörte Anould ab 1790 zum Bezirk Saint-Dié und zum Kanton Saint-Léonard. 1845, vor Beginn der Industrialisierung, zählte Anould 2532 Einwohner, die ihre Einkünfte hauptsächlich aus der Landwirtschaft bezogen (Anbau von Heu, Roggen, Hafer, Kartoffeln, Hanf, Flachs und Buchweizen).
Während des Zweiten Weltkrieges wurden am 8. November 1944 von deutschen Einheiten im Rahmen der Aktion Waldfest 168 Männer des Ortes nach Mosbach in Baden evakuiert. Am 14. November wurde dann die verbliebene Bevölkerung ins nahe liegende Corcieux gebracht und dann weiter evakuiert. Anould wurde geplündert und fast vollständig in Brand gesetzt.

### Kirche Saint-Antoine

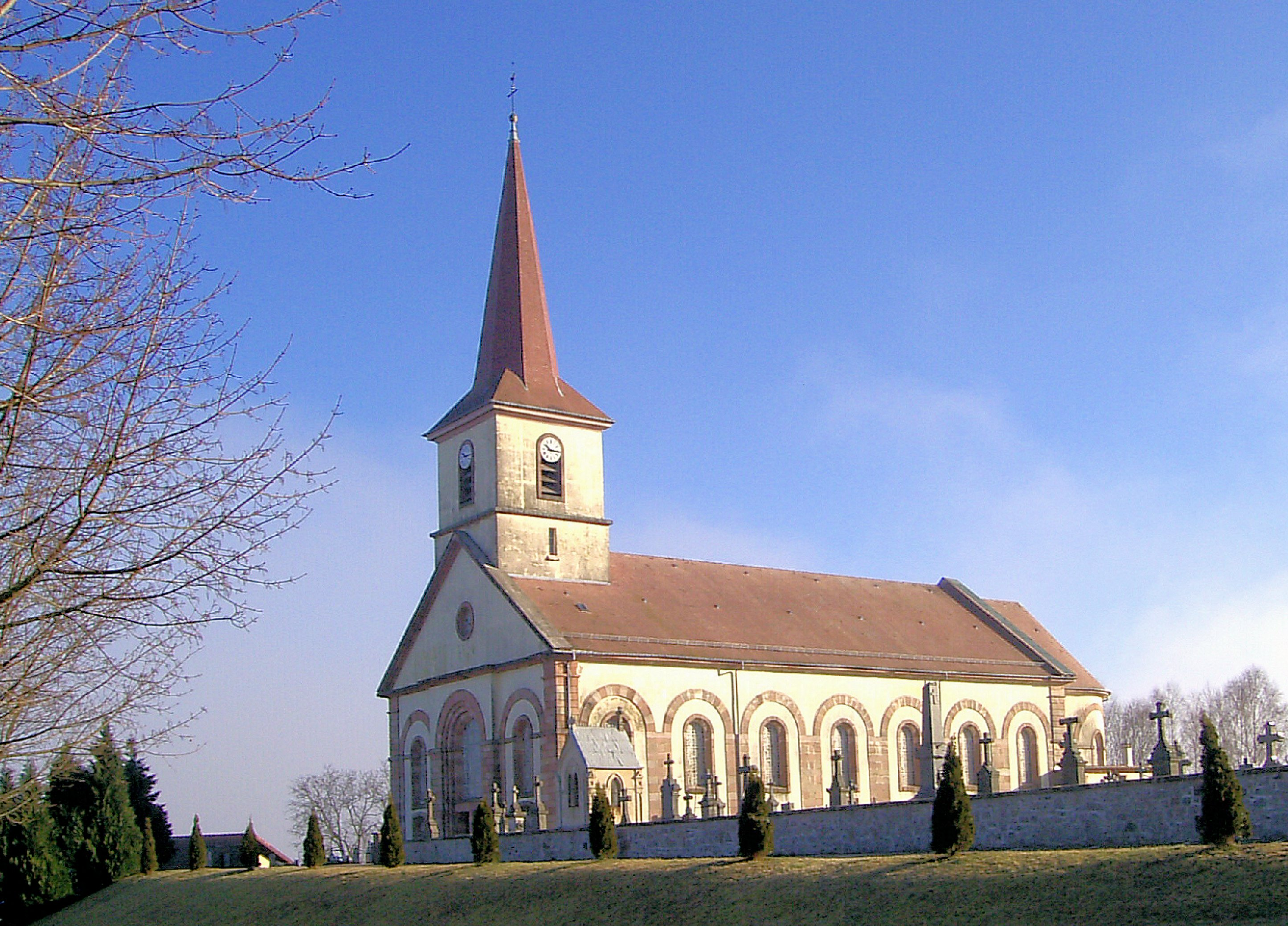
Kirche Saint-Antoine

Das im Jahr 1789 bereits baufällige Kirchengebäude wurde wegen der hohen Kosten nicht mehr saniert. Stattdessen wurde beschlossen, eine neue Kirche zu errichten. Als Standort wurde ein etwas erhöhtes Plateau gewählt, sodass die Kirche von allen Punkten des Dorfes zu sehen ist. Grundsteinlegung war 1828, im Jahr 1841 wurde die Kirche geweiht. Am 21. November 1944 wurde die Kirche von den Deutschen während der Rückzugsgefechte grundlos gesprengt. In den 1960er Jahren wurde die Kirche an gleicher Stelle wieder aufgebaut.

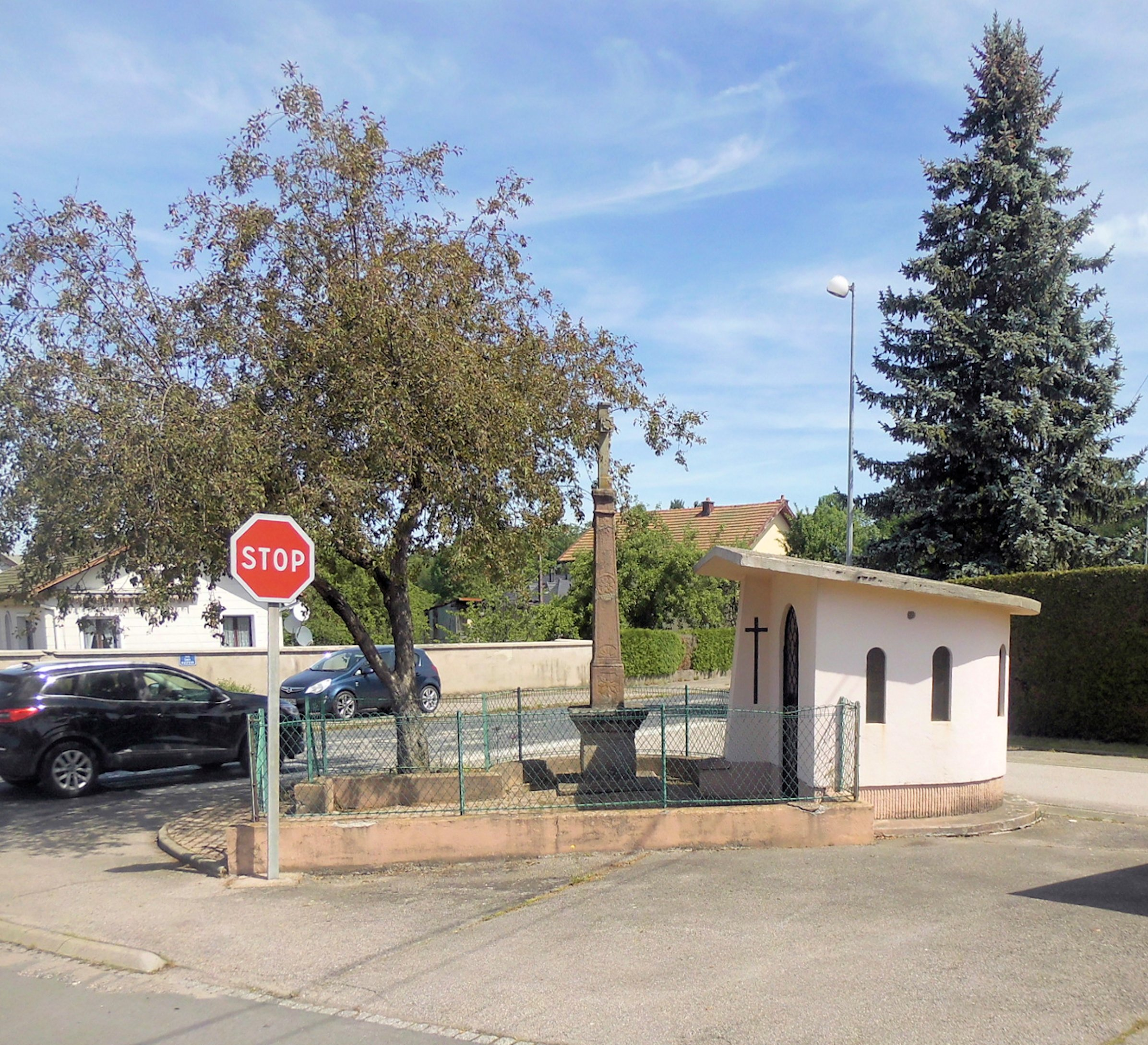
Oratorium Sainte-Richarde

### Bevölkerungsentwicklung
Als eine von wenigen Gemeinden auf der Westseite der Vogesen konnte Anould seit 1962 einen stetigen Einwohnerzuwachs verzeichnen.
| Jahr      | 1962 | 1968 | 1975 | 1982 | 1990 | 1999 | 2006 | 2021 |
| Einwohner | 2457 | 2642 | 2700 | 2885 | 2960 | 2992 | 3217 | 3301 |

Im Jahr 1906 wurde mit 3320 Bewohnern die bisher höchste Einwohnerzahl ermittelt. Die Zahlen basieren auf den Daten von cassini.ehess und INSEE.

## Wirtschaft und Infrastruktur
Die Landwirtschaft spielt im oberen Meurthegebiet heute nur noch eine untergeordnete Rolle. In der Gemeinde sind 22 Landwirtschaftsbetriebe ansässig (Getreide,- Gemüse- und Obstanbau, Imkerei, Milchwirtschaft, Pferde- und Rinderzucht). Durch den Waldreichtum in den Vogesen hat die Forstwirtschaft sowie die Holz- und Papierindustrie eine lange Tradition. Im Norden der Gemeinde wurden drei Gewerbegebiete (Zone industrielle) eingerichtet, in die auch Erwerbstätige aus den Nachbargemeinden pendeln (Z.I. Gerhaudel, Z.I. des Grands Prés, Z.I. le Souche). Zu den in Anould ansässigen Industrieunternehmen gehören:
- A.R.O.P – Maschinen- und Gerätebau
- adapac – Verpackungsmittel auf Papierbasis
- Escaland – Treppenbau

### Bildung
Anould ist Standort zweier öffentlicher Grundschulen (École de la Hardalle, École du Souche).

### Verkehrsanbindung
Durch Anould verläuft die RN 415 von Saint-Dié-des-Vosges über den nahen Col du Bonhomme nach Colmar. Im Ort zweigt die Fernstraße D 8 über den 620 Meter hoch gelegenen Col du Plafond nach Gérardmer ab, sie stellt eine Querverbindung zur RN 417 her (Remiremont-Col de la Schlucht-Colmar). Bahnanschluss besteht in der nördlichen Nachbargemeinde Saint-Léonard, deren Bahnhof an der Bahnstrecke Arches–Saint-Dié liegt.

## Gemeindepartnerschaft
- Anould pflegt eine Partnerschaft mit der hessischen Gemeinde Schöneck.

## Belege
1. ↑  Ortsname auf cassini.ehess.fr
2. ↑  Archives Departementales des Vosges: Archives communales d’Anould (1603-1964) (Memento vom 15. Januar 2016 im Internet Archive) (PDF, französisch)
3. ↑  Anould. In: Gedenkorte Europa 1939-1945. Studienkreis Deutscher Widerstand 1933 - 1945, abgerufen am 6. Mai 2025.
4. ↑  Anould auf cassini.ehess
5. ↑  Anould auf INSEE
6. ↑  Landwirtschaftsbetriebe auf annuaire-mairie.fr (französisch)